# Franz Antoine (Botaniker, 1815)
Franz de Paula Antoine der jüngere (* 23. Februar 1815 im Paradeisgartel auf der Löwelbastei in Wien; † 11. März 1886) war ab 1847 k. k. Hofgärtner im Hofburggarten an der Hofburg in Wien. Sein offizielles botanisches Autorenkürzel lautet „Antoine“.
Antoine war der Sohn des gleichnamigen Gärtners. 1865 avancierte er zum Hofgartendirektor aller kaiserlicher Hofgärten in der österreichisch-ungarischen Monarchie. Im Zuge der Reformierung des Hofgartendienstes musste er jedoch bereits 1869 die Zuständigkeit für die restlichen Hofgärten aufgeben, behielt allerdings seinen Titel und seinen Amtssitz im Burggarten in Wien und widmete sich fortan noch intensiver seinen wissenschaftlichen Tätigkeiten, unter anderem seiner bedeutenden Bromelien-Sammlung. Franz Antoine d. J. war auch ein bedeutender Amateurfotograf. Seine Fotografien, fast ausschließlich Pflanzenstudien, Stillleben und Ansichten Wiens, präsentierte er auf drei Ausstellungen in Wien 1864 und 1873 sowie in Paris 1867 der Öffentlichkeit.

## Werke
- Die Coniferen, 1840–1847
- Der Wintergarten der K. K. Hofburg zu Wien, 1852
- Coniferen des Cilicischen Taurus (zusammen mit Karl Georg Theodor Kotschy), 1855
- Die Cupressineen-Gattungen: Arceuthos, Juniperus u. Sabina, 1857–1860
- Phyto-Iconographie der Bromeliaceen …, 1884

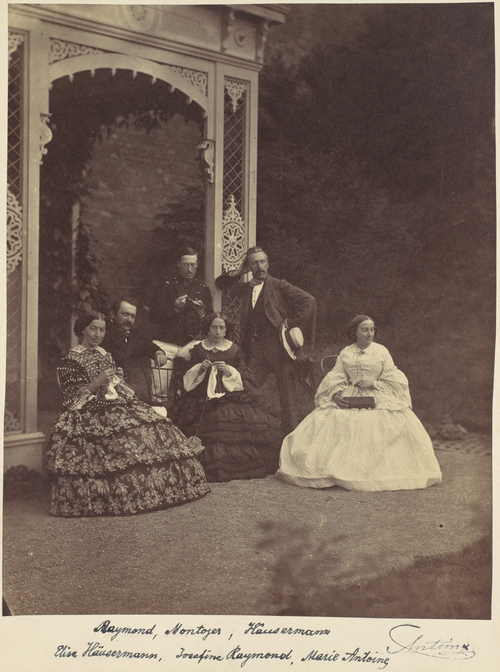
Porträt im Garten
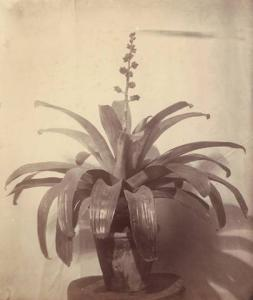
Hohenbergia Augusta
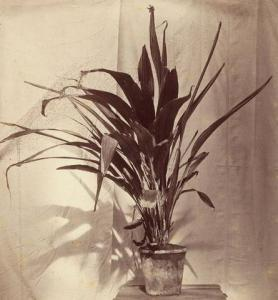
Piti Coralina